# Sherri Henry
Sherri Malaika Ayesha Henry (sinh ngày 12 tháng 4 năm 1982 tại Castries) là một vận động viên bơi lội Saint Lucia đã nghỉ hưu, chuyên về các nội dung tự do nước rút. Henry trở thành một trong những người bơi đầu tiên từng cùng với Jamie Peterkin đại diện cho Saint Lucia tại Thế vận hội Mùa hè 2000.
Henry chỉ thi đấu ở nội dung 50 m tự do nữ tại Thế vận hội Mùa hè 2000 ở Sydney. Cô đã nhận được một vé từ FINA, theo chương trình Đại học, trong thời gian nhập cảnh là 29,99. Cô đã thách đấu bảy vận động viên bơi lội khác ở nhiệt độ ba, bao gồm Ngozi Monu và thiếu niên 15 tuổi yêu thích hàng đầu của Nigeria, Roshendra Vrolijk. Cô đã đăng một bản tốt nhất trọn đời và một kỷ lục của Saint Lucia là 28,81 để thiêu đốt cánh đồng với tốc độ nhanh chóng cho hạt giống thứ tư. Henry đã thất bại trong việc vào bán kết, khi cô đã xếp thứ sáu mươi trong tổng số 74 người bơi trong các màn dạo đầu.